# رقص هالای

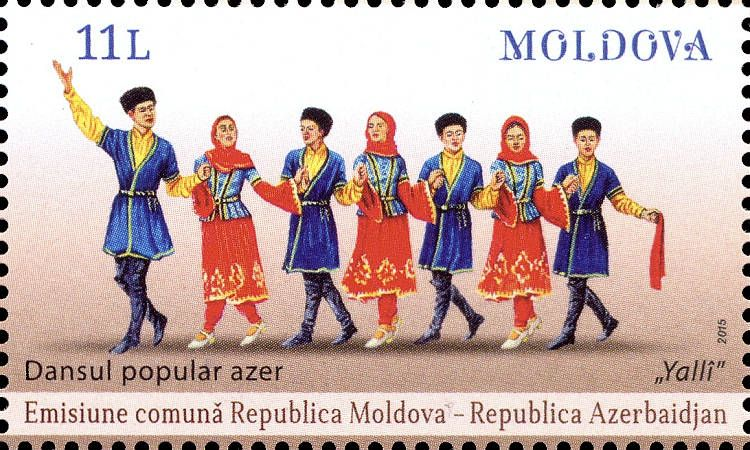
رقص سنتی یاللی آذربایجان ۲۰۱۵

یاللی(ترکی آذربایجانی: Yallı، کردی; ارمنی: Շուրջպար šurǰpar; سریانی: ܚܓܐ Ḥeggāʾ, یونانی: Χαλάϊ Chaláï; , ترکی استانبولی: Halay, یاقوتی: Ohuokhai) از جمله رقص‌های فولکلوریک قدیمی اهالی خاور میانه است. در ۱۳-امین نشست کمیته میراث جهانی یونسکو در شهر پورت‌لوئیس کشور موریس در تاریخ ۲۶ نوامبر تا ۱ دسامبر سال ۲۰۱۸ میلادی «رقص‌های گروهی سنتی ایران-، «گؤچری» و «تنزره» در فهرست میراث معنوی نیاز به حفاظت فوری به ثبت رسید.
قص یالّی رقص مردمی بسیار قدیمی و بسیار مرسوم اهالی آذربایجان است. شکل اولیه و ابتدایی یالی به شکل مراسم سنتی بود که در اطراف آتش، منبع گرمی، نور و غذای گرم انجام می‌شد. در چنین مراسمی سنتی آتش را که تبدیل به الهه شده بود، نیایش می‌کردند. یالی با سرعت آرام و سنگین شروع شده و با قدم‌های سریع که به شکل دویدن است، با سرعت سریع پایان می‌یابد . در مورد اصالت رقص اختلاف نظر وجود دارد. عده به اصالت کردی آن و عده ای به اصالت ترکی آن(که به زادگاهش یعنی نقده یا سولدوز اشاره دارد) معتقدند.